# Alexander Dubček
Alexander Dubček (27 tháng 11 năm 1921 – 7 tháng 11 năm 1992) là một chính trị gia người Slovak và trong một thời gian ngắn là Bí thư thứ nhất Đảng Cộng sản Tiệp Khắc (1968-1969), nổi tiếng về nỗ lực cải cách chế độ Cộng sản (Mùa xuân Praha). Sau này, sau khi chính phủ Cộng sản bị lật đổ năm 1989, ông là Chủ tịch của Nghị viện Liên bang Tiệp Khắc.

## Tiểu sử

### Tuổi trẻ
Dubček sinh tại Uhrovec, Tiệp Khắc (Slovakia), và lớn lên tại Cộng hòa Xã hội chủ nghĩa Xô viết Kyrgyz của Liên Xô (Kyrgyzstan hiện nay) như một thành viên của hợp tác xã công nghiệp Interhelpo kiểu Esperantist. Cha ông, Štefan, đã từ Chicago tới Tiệp Khắc sau Thế chiến I khi ông từ chối phục vụ trong quân đội vì là người theo chủ nghĩa hòa bình. Alexander Dubček được thụ thai ở Chicago, nhưng ra đời sau khi gia đình đã về Tiệp Khắc, tại đây Štefan trở thành một thành viên sáng lập của Đảng Cộng sản Tiệp Khắc (KSČ). Khi Alexander Dubček đã ra đời, gia đình ông chuyển tới Liên Xô, một phần để giúp xây dựng chủ nghĩa xã hội và một phần bởi tình trạng hiếm việc làm ở Tiệp Khắc. Năm 1938 gia đình ông quay trở lại Tiệp Khắc.
Trong Thế chiến II, Alexander Dubček gia nhập lực lượng kháng chiến bí mật chống chế độ nhà nước Slovak ủng hộ Đức Phát xít dưới sự lãnh đạo của Jozef Tiso. Tháng 8 năm 1944, Dubček chiến đấu trong cuộc Nổi dậy Quốc gia Slovak và bị thương. Anh/em trai ông Július, thiệt mạng.

### Sự nghiệp chính trị
Trong cuộc chiến tranh, Alexander Dubček gia nhập Đảng Cộng sản Slovakia (KSS), đã được thành lập sau sự ra đời của nhà nước Slovak vào năm 1948 được chuyển thành chi nhánh Slovak của Đảng Cộng sản Tiệp Khắc (KSČ).
Sau cuộc chiến, ông lần lượt trải qua các cấp bậc trong ban lãnh đạo Cộng sản Tiệp Khắc. Từ năm 1951 đến năm 1955 ông là một thành viên của Quốc hội Tiệp Khắc. Năm 1953, ông được gửi tới Trường Chính trị Moskva, ông tốt nghiệp năm 1958. Năm 1955 ông được vào Ủy ban Trung ương chi nhánh Slovak vào năm 1962 trở thành một thành viên của đoàn chủ tịch. Năm 1958 ông cũng được vào Ủy ban Trung ương Đảng Cộng sản Tiệp Khắc và là một bí thư từ năm 1960 đến năm 1962 và một thành viên của đoàn chủ tịch sau năm 1962. Từ năm 1960 đến năm 1968 ông một lần nữa là một thành viên của nghị viện liên bang.
Năm 1963, một cuộc đấu tranh giành quyền lực diễn ra trong giới lãnh đạo chi nhánh đảng Slovak lật đổ Karol Bacílek và Pavol David, những đồng minh cứng rắn của Antonín Novotný, Bí thư thứ nhất Đảng Cộng sản Tiệp Khắc và chủ tịch Tiệp Khắc. Thay cho họ, một thế hệ những người cộng sản Slovak nắm quyền kiểm soát đảng và các cơ quan nhà nước tại Slovakia, dưới sự lãnh đạo của Alexander Dubček, người trở thành Bí thư thứ nhất chi nhánh Slovak của đảng.
Dưới sự lãnh đạo của Dubček, Slovakia bắt đầu chuyển hướng theo tự do hóa chính trị. Bởi Novotný và những người tiền nhiệm theo chủ nghĩa Stalin của ông đã phỉ báng những người "tư sản quốc gia" Slovak, đáng chú ý nhất là Gustáv Husák và Vladimír Clementis, trong thập niên 1950, chi nhánh Slovak đã có hành động hướng theo tính đồng nhất Slovak. Điều này chủ yếu diễn ra dưới hình thức các buổi lễ, các ngày kỷ niệm, như kỷ niệm lần thứ 150 các nhà lãnh đạo sự Hồi phục Quốc gia Slovak ở thế kỷ 19 Ľudovít Štúr và Jozef Miloslav Hurban, một trăm năm ngày sinh Matica slovenská năm 1963, và kỷ niệm hai mươi năm ngày Khởi nghĩa Quốc gia Slovak. Cùng lúc ấy, không khí chính trị và học thuật tại Slovakia trở nên tự do hơn không khí chung tại Tiệp Khắc. Điều này được minh chứng bởi sự tăng trưởng số độc giả của tuần báo Kultúrny život của Liên minh Nhà văn Slovak, hầu hết gồm các tác gia tiến bộ - cả người Séc và Slovak. Sau đó Kultúrny život trở thành tờ báo xuất bản đầu tiên của Slovak được biết đến rộng rãi trong dân cư sắc tộc Séc.

### Mùa xuân Praha

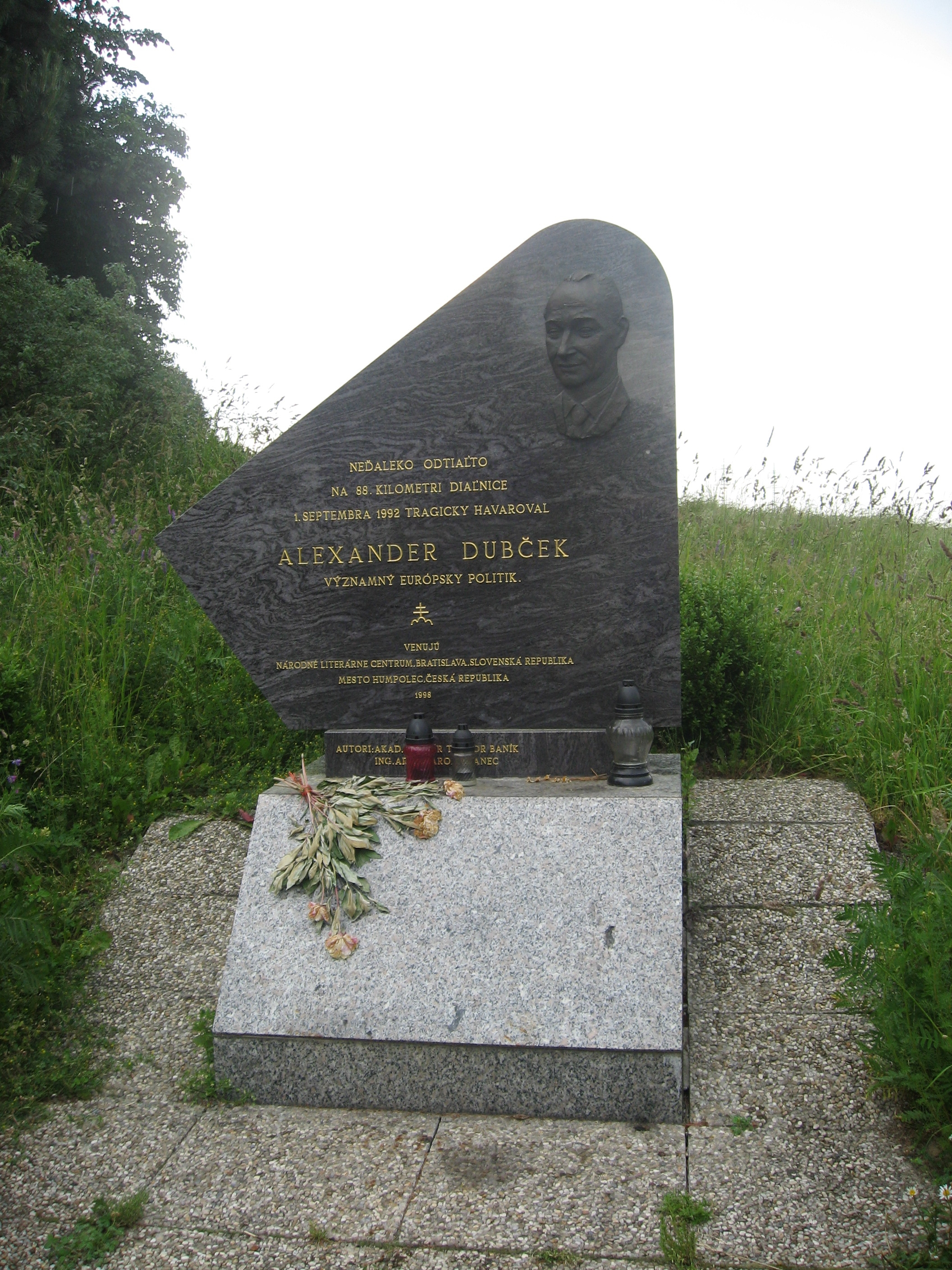
Đài kỷ niệm, Alexander Dubček

Dưới chế độ cộng sản, nền kinh tế Tiệp Khắc trong thập niên 1960 rơi vào tình trạng suy thoái vì sự áp đặt quyền kiểm soát tập trung từ Praha khiến những người cộng sản địa phương thất vọng trong khi chương trình phi Stalin hoá càng gây ra những lời phản đối. Tháng 10 năm 1967, một số nhà cải cách, đáng chú ý nhất là Ota Šik và Alexander Dubček, đưa ra hành động: họ phản đối Thư ký thứ nhất Antonín Novotný tại một cuộc họp của Ủy ban Trung ương. Novotný đối mặt với một sự nổi dậy bên trong Ủy ban Trung ương, vì thế ông bí mật mời Leonid Brezhnev, lãnh đạo Liên Xô, thực hiện một cuộc viếng thăm chớp nhoáng tới Praha vào tháng 12 năm 1967 củng cố vị thế cho Novotný. Khi Brezhnev tới Praha và gặp gỡ với các thành viên Ủy ban Trung ương, ông ngạc nhiên khi biết về quy mô sự chống đối Novotný, dẫn tới việc Brezhnev rút lui sự ủng hộ mở đường cho Ủy ban Trung ương hạ bệ Novotný. Dubček trở thành Thư ký thứ nhất mới của Đảng Cộng sản Tiệp Khắc ngày 5 tháng 1 năm 1968.
Giai đoạn sau sự ra đi của Novotný bắt đầu được gọi là Mùa xuân Praha. Trong thời gian này, Dubček và những nhà cải cách khác tìm cách tự do hoá chính phủ Cộng sản, lập ra "chủ nghĩa xã hội với một bộ mặt nhân bản". Dù nới lòng kiểm soát của đảng với đất nước, Dubček vẫn là một người theo Chủ nghĩa Cộng sản và có ý định duy trì sự quản lý của Đảng. Tuy nhiên, trong thời Mùa xuân Praha, ông và những người Cộng sản có đầu óc cải các khác vẫn tìm cách huy động sự ủng hộ của dân chúng cho chế độ Cộng sản bằng cách hạn chế những mặt xấu của nó, những hành động đàn áp, cho phép tự do thể hiện xã hội lớn hơn và khoan dung cho các tổ chức chính trị, xã hội không thuộc sự quản lý của Đảng. "Dubcek! Svoboda!" trở thành lời hát của các cuộc tuần hành sinh viên trong giai đoạn này. Quả thực chính Dubček tự thấy mình đang ở một vị thế không mong đợi. Chương trình cải cách đã xảy ra đúng thời điểm, dẫn tới những áp lực đòi tự do hơn nữa và các lãnh đạo các nhà nước khác thuộc Khối Hiệp ước Warsaw gây sức ép với Dubček đời kiểm soát phong trào cải cách, ông từ chối viện dẫn bất kỳ hành động tàn bạo nào để thực hiện điều đó.
Giới lãnh đạo Liên Xô đã tìm cách ngăn chặn hay hạn chế những thay đổi trong Đảng Cộng sản Tiệp Khắc thông qua một loạt các cuộc đàm phán. Liên bang Xô viết đồng ý những cuộc đàm phán song phương với Tiệp Khắc vào tháng 7 tại Čierna nad Tisou, gần biên giới Slovakia-Liên Xô. Tại cuộc gặp, Dubček đã tìm cách tái khẳng định với các lãnh đạo Liên Xô và Khối Warszawa rằng ông vẫn thân thiện với Moscow, cho rằng những cuộc cải cách chỉ là một vấn đề nội bộ. Ông nghĩ mình đã có được bài học quan trọng từ sự sai lầm của cuộc Cách mạng Hungary năm 1956, tin rằng Kremlin sẽ cho ông tự do theo đuổi cuộc cải cách trong nước khi Tiệp Khắc vẫn là một đồng minh trung thành của Liên Xô, dưới chế độ Cộng sản. Dù những nỗ lực tiếp tục của Dubček nhằm nhấn mạnh những điều cam kết đó, Brezhnev và các lãnh đạo Khối Warszawa khác vẫn thận trọng.

### Sụp đổ
Ngay trước nửa đêm ngày 20 tháng 8 năm 1968, các lực lượng Khối Hiệp ước Warsaw tiến vào Tiệp Khắc. Quân đội chiếm đóng nhanh chóng nắm quyền kiểm soát Praha và toà nhà Uỷ ban Trung ương, bắt giữ Dubček và các nhà cải cách khác. Nhưng trước khi họ bị bắt giữ, Dubček đã kêu gọi dân chúng không kháng cự. Cuối ngày hôm ấy, Dubček và những người khác bị đưa sang Moscow trên một chiếc máy bay vận tải quân sự Liên Xô (được cho là một trong những chiếc máy bay đã được sử dụng trong cuộc xâm lược của Liên Xô).
Dù có những cuộc kháng cự phi bạo lực của dân chúng Séc và Slovak, những nhà cải cách ít có cơ hội chống lại sức ép của Liên Xô và cuối cùng buộc phải nhượng bộ các yêu cầu của họ, ký nghị định thư Moscow. (Chỉ František Kriegel từ chối ký.)
Dubček và hầu hết các nhà cải cách quay trở lại Praha ngày 27 tháng 8, và Dubček vẫn giữ được chức Thư ký thứ nhất trong Đảng trong một thời gian. Quả thực, những thành tựu của Mùa xuân Praha không thể bị đảo ngược chỉ trong một đêm, mà là sau một giai đoạn nhiều tháng.
Tháng 1 năm 1969, Dubček bị đưa vào bệnh viện Bratislava với lý do cảm lạnh và phải huỷ bỏ một bài diễn thuyết. Những lời đồn thổi lan ra rằng tình trạng sức khoẻ kém của ông là do nhiễm độc phóng xạ và rằng nó bị gây ra bởi phóng xạ strontium bị bỏ vào bát súp của ông trong thời gian ông đang ở Moscow nhằm giết ông. Tuy nhiên, một báo cáo tình báo của Hoa Kỳ đã bác bỏ điều này vì thiếu bằng chứng.
Dubček buộc phải từ chức Thư ký thứ nhất vào tháng 4 năm 1969 sau những cuộc nổi loạn Hockey Tiệp Khắc. Ông tái trúng cử vào Nghị viện Liên bang (như nghị viện được gọi khi ấy) và trở thành Người phát ngôn của Nghị viện Liên bang và sau này được cử sang làm đại sứ tại Thổ Nhĩ Kỳ (1969-70). Đây được cho là hành động với hy vọng ông sẽ đào tẩu sang phương Tây, tuy nhiên điều đó đã không diễn ra. Năm 1970, ông bị trục xuất khỏi Đảng Cộng sản và mất ghế trong Nghị viện Slovakia (mà ông đã giữ liên tục từ năm 1964) và Nghị viện Liên bang.

### Công dân bình thường
Sau khi bị trục xuất khỏi đảng, Dubček làm việc trong ngành lâm nghiệp tại Slovakia. Ông vẫn là người nổi tiếng trong những người Séc và Slovak cùng làm việc, sử dụng sự tôn trọng này để kiếm được những vật liệu hiếm và khó tìm cho nơi làm việc của mình. Dubček và vợ, Anna, tiếp tục sống trong một villa sang trọng tại một khu ngoại ô đẹp ở Bratislava. Năm 1988, Dubček được cho phép sang Italia để nhận bằng tiến sĩ danh dự của Đại học Bologna, và trong khi ở đó ông đã có cuộc trả lời phỏng vấn tờ báo Italia L'Unita, lần phát biểu đầu tiên của ông trên báo chí từ năm 1970. Sự xuất hiện trên truyền thông của Dubček khiến ông lại trở thành một nhân vật nổi tiếng trên quốc tế.

### Cách mạng Nhung
Trong cuộc Cách mạng Nhung năm 1989, ông ủng hộ phong trào Công chúng chống Bạo lực (VPN) và Diễn đàn Dân sự. Khi Dubček xuất hiện cùng với Václav Havel trên một ban công nhìn xuống Quảng trường Wenceslas, ông nhận được sự đón chào nồng nhiệt của đám đông người tuần hành bên dưới, được cho là một biểu tượng của tự do dân chủ. Dubček được bầu làm Người phát ngôn của Nghị viện Liên bang ngày 28 tháng 12 năm 1989, và tái được bầu năm 1990 năm 1992.
Khi chế độ Cộng sản bị lật đổ, Dubček đã miêu tả cuộc Cách mạng Nhung là một thắng lợi cho quan điểm nhân văn xã hội của ông. Năm 1990, ông nhận được Giải Nhân văn Quốc tế từ Liên đoàn Nhân văn và Đạo đức Quốc tế.
Năm 1992, ông trở thành lãnh đạo của Đảng Dân chủ Xã hội Slovakia và đại diện cho đảng này tại Nghị viện Liên bang. Ở thời điểm đó, Dubček ủng hộ một liên minh giữa những người Séc và người Slovak trong một nhà nước Tiệp Khắc liên bang duy nhất chống lại (cuối cùng đã thành công) sự các động thái hướng tới một nhà nước Slovakia độc lập.

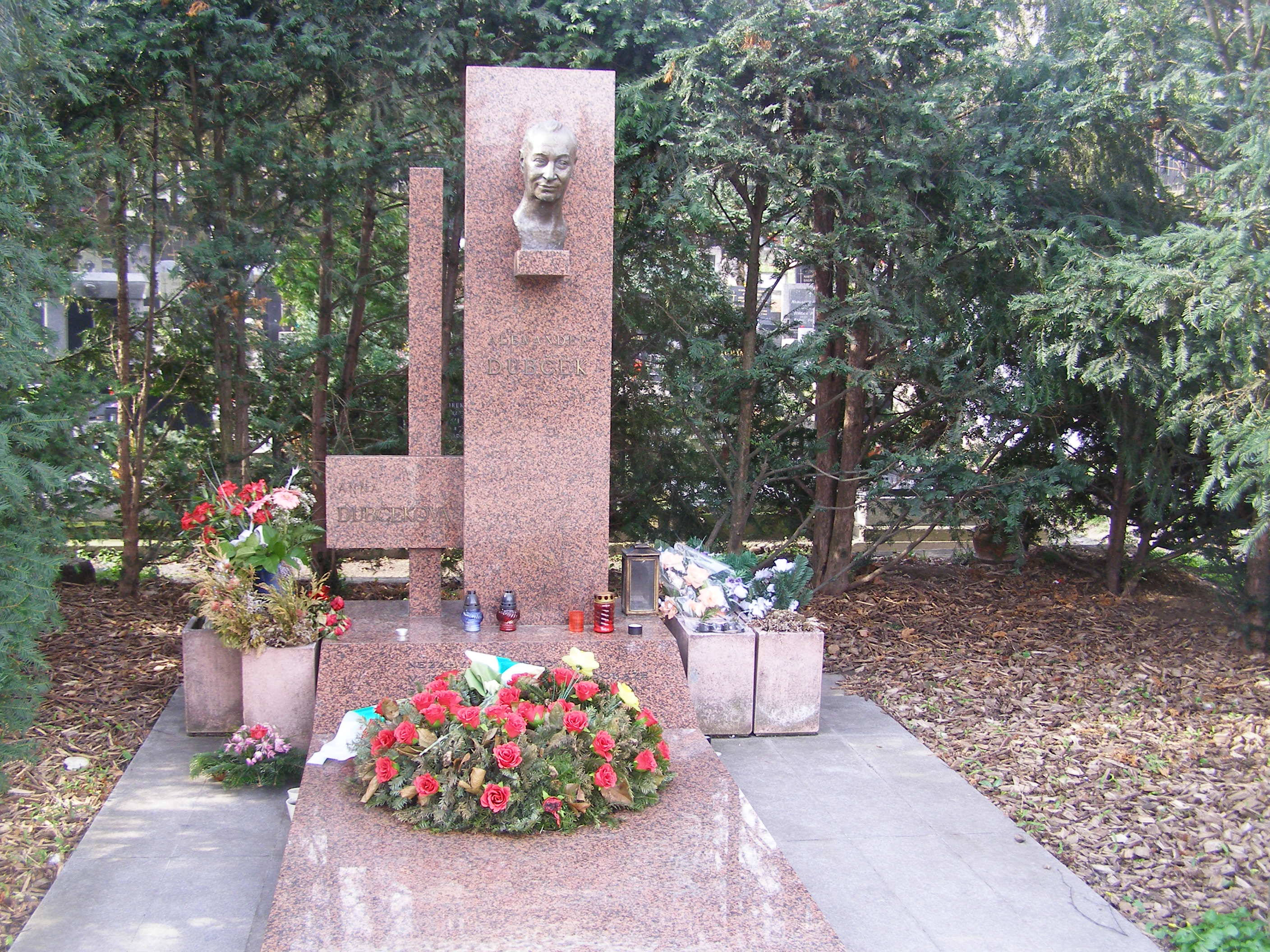
Mộ của Dubček

Dubček mất ngày 7 tháng 11 năm 1992, vì bị thương sau một vụ đâm xe gây nghi vấn, diễn ra ngày 1 tháng 9 tại Đường cao tốc D1 Séc, gần Humpolec.
Ông đã có kế hoạch làm chứng chống lại nhiều sĩ quan KGB vào tuần sau khi ông chết và chiếc cặp của ông đã biến mất khỏi hiện trường. Ông được chôn cất tại nghĩa trang Slávičie údolie ở Bratislava, Slovakia.